# Dasiops spatiosus
Dasiops spatiosus är en tvåvingeart som först beskrevs av Becker 1895.  Dasiops spatiosus ingår i släktet Dasiops och familjen stjärtflugor. Arten är reproducerande i Sverige. Inga underarter finns listade i Catalogue of Life.